# Mythoplastoides
Genre
Mythoplastoides est un genre d'araignées aranéomorphes de la famille des Linyphiidae.

## Distribution
Les espèces de ce genre se rencontrent aux États-Unis et au Canada,.

## Liste des espèces
Selon World Spider Catalog (version 16.5, 30/10/2015) :
- Mythoplastoides erectus (Emerton, 1915)
- Mythoplastoides exiguus (Banks, 1892)

## Publication originale
- Crosby & Bishop, 1933 : American spiders: Erigoneae, males with cephalic pits. Annals of the Entomological Society of America, vol. 26, p. 105-172.